# Ничалах
Ничалах (рос. Нычалах) — село Аллаїховського улусу, Республіки Саха Росії. Входить до складу Биянгнирського наслегу.
Населення — 112 осіб (2015 рік).